# Ballı, Uludere
Ballı là một xã thuộc huyện Uludere, tỉnh Şırnak, Thổ Nhĩ Kỳ. Dân số thời điểm năm 2011 là 268 người.